# پریمایر پادمینی

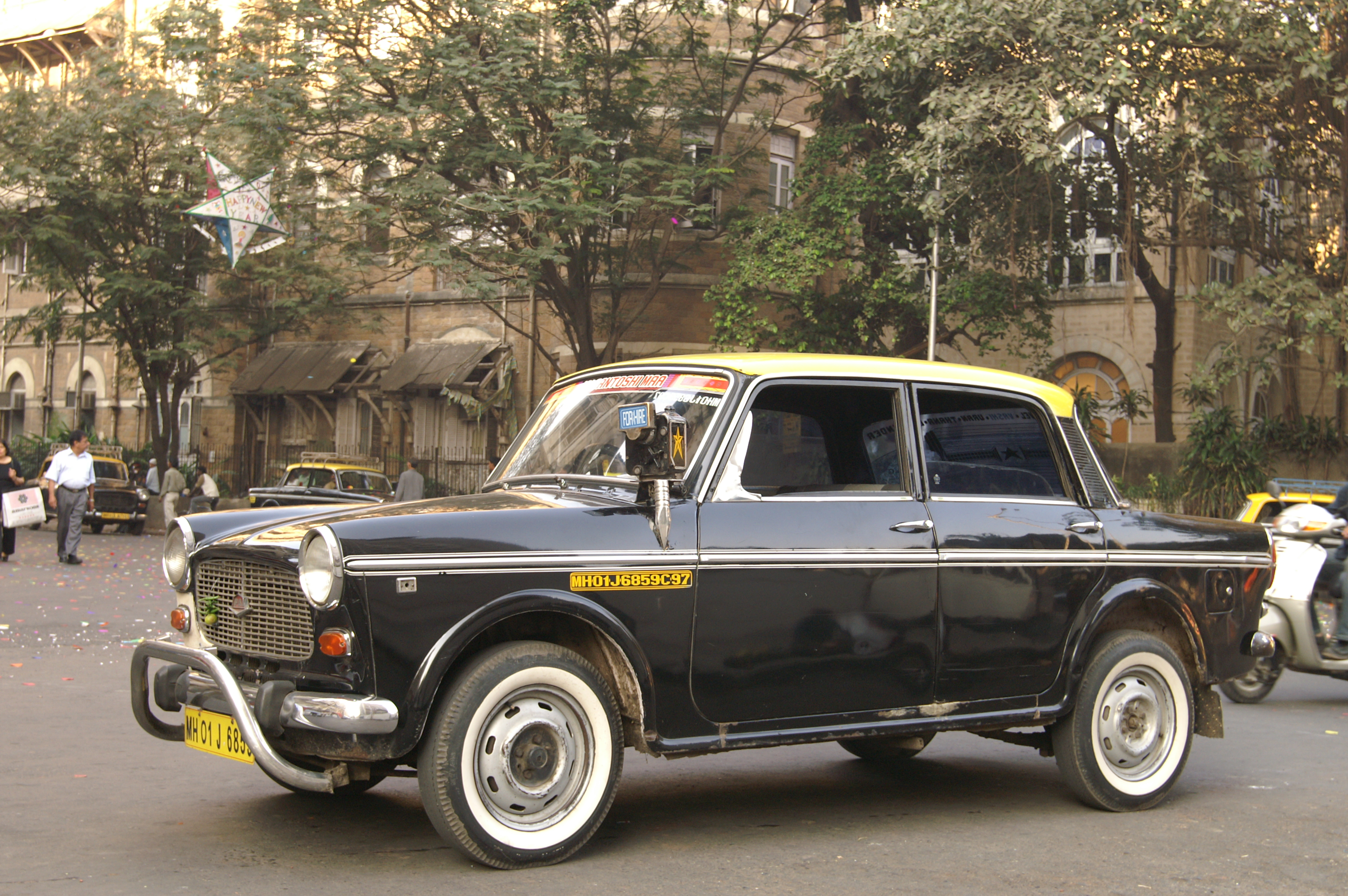

پریمایر پادمینی (Premier Padmini) خودرویی است که در سال‌های ۱۹۶۷ تا ۱۹۹۷تولید شده‌است. طول آن در حالت طبیعی ۳٬۹۰۵ میلیمتر (۱۵۳٫۷ اینچ) و عرض آن در حالت طبیعی ۱٬۴۶۰ میلیمتر (۵۷ اینچ) است.
موتور آن ۱۰۳ سی‌سی است.